# دوغلاس أبوت
دوغلاس أبوت هو قاضي وسياسي كندي، ولد في 29 مايو 1899 في شيربروك في كندا، وتوفي في 15 مارس 1987. حزبياً، نشط في الحزب الليبرالي الكندي. وقد انتخب عضو مجلس العموم الكندي وانتخب justice of the Supreme Court of Canada ‏.